# Tigring

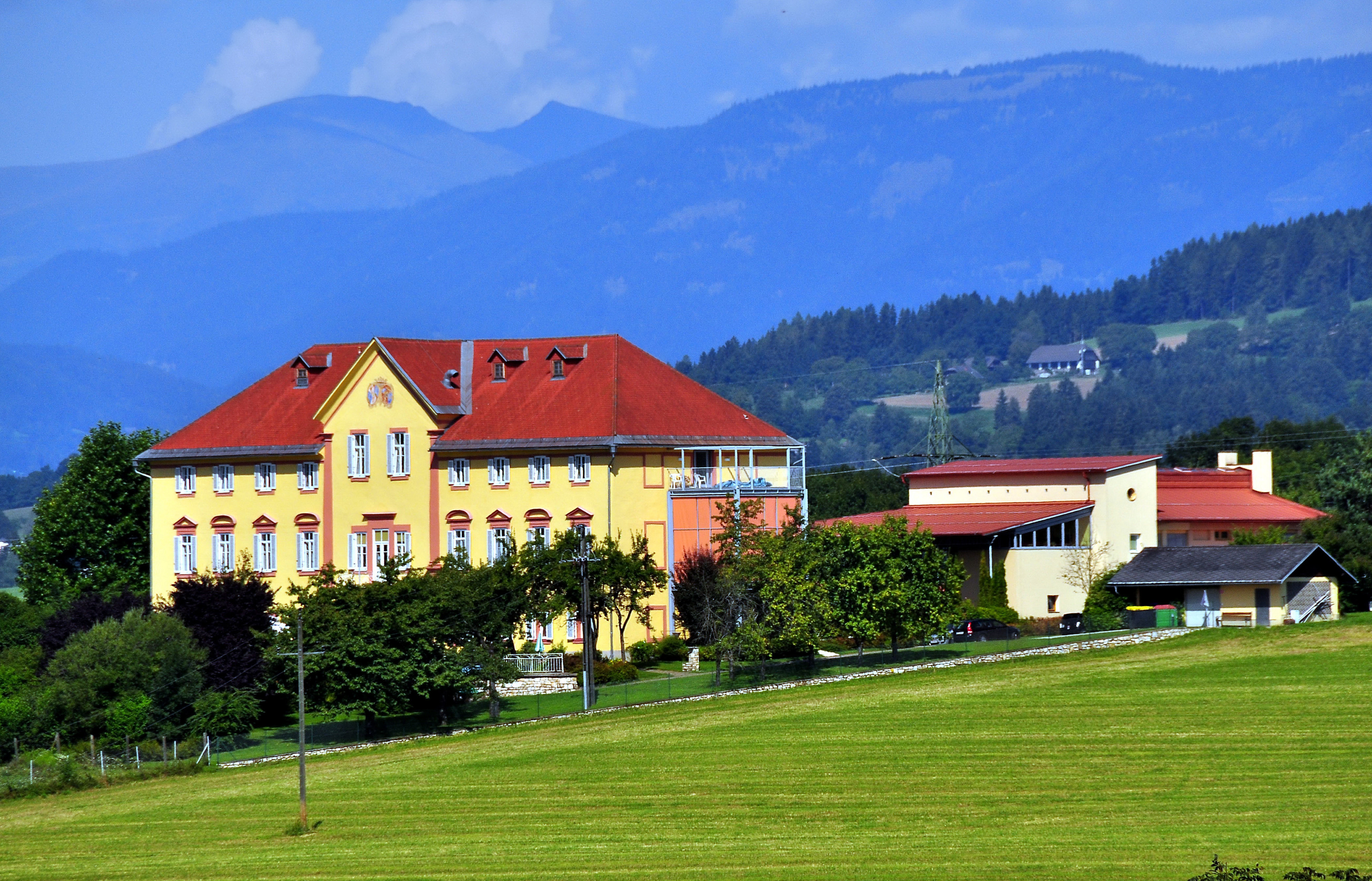
Schloss Tigring

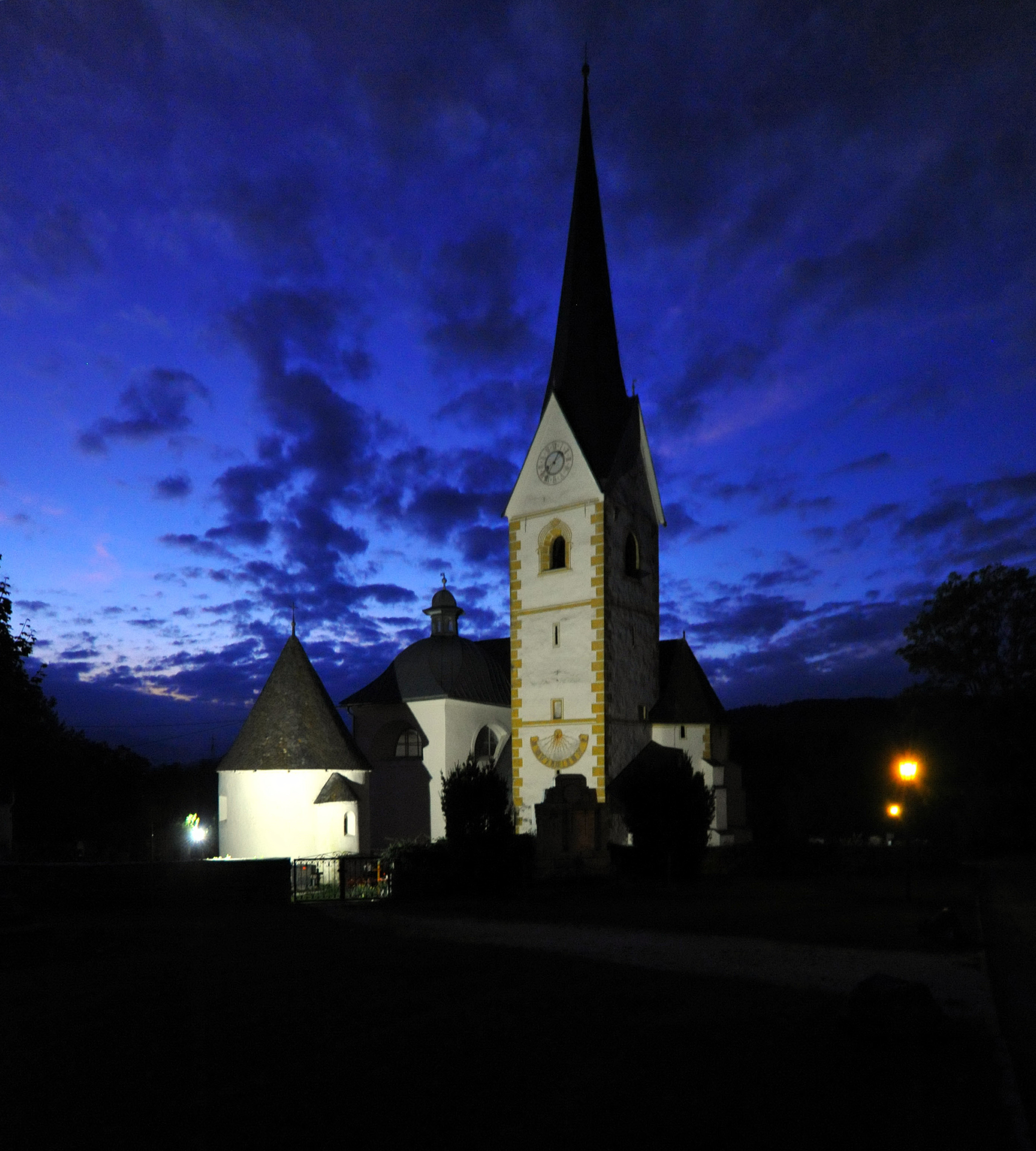
Pfarrkirche Heiliger Egyd in Tigring

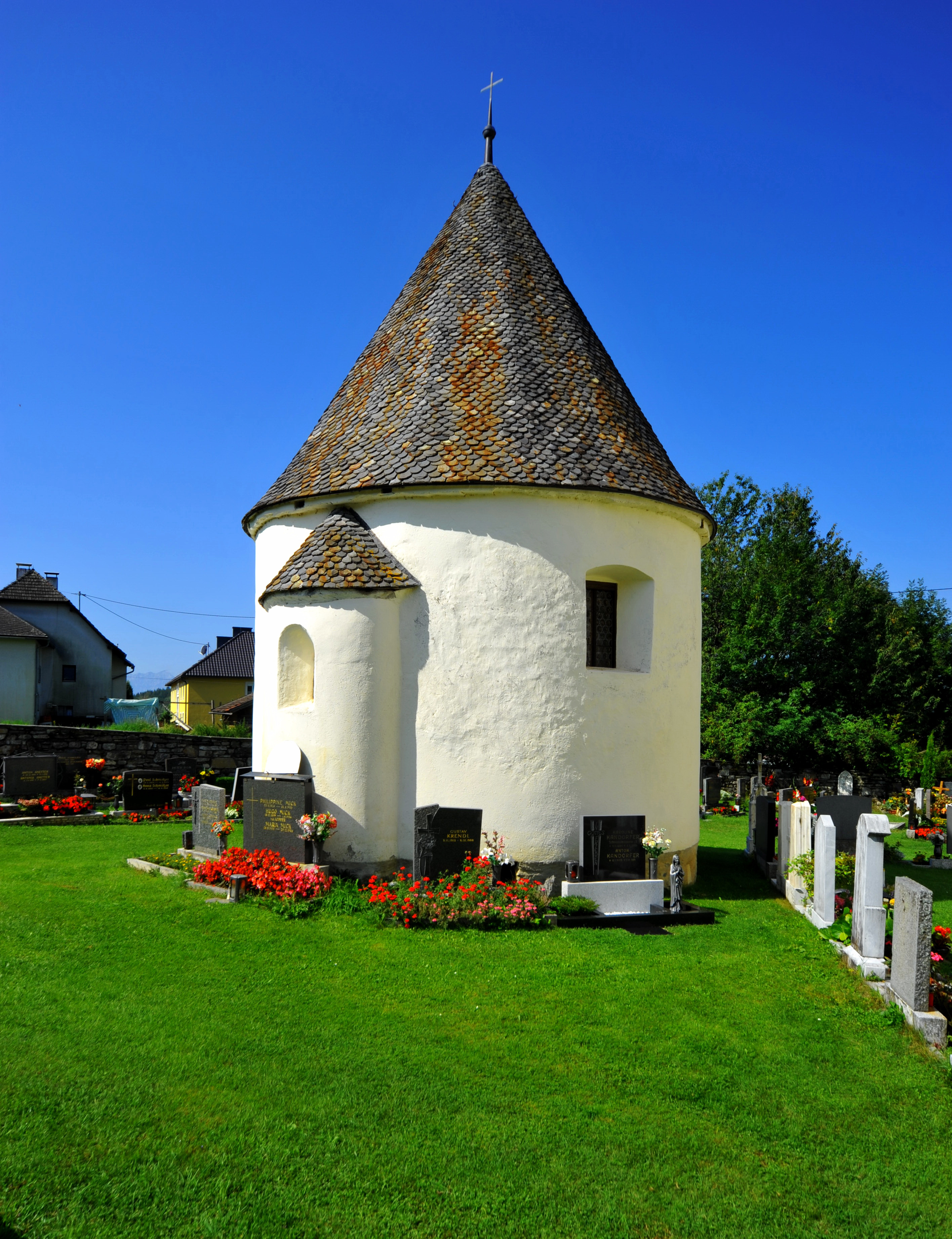
Romanischer Karner von 1136 in Tigring

Tigring ist eine Ortschaft und eine Katastralgemeinde der Marktgemeinde Moosburg im Bezirk Klagenfurt-Land im Bundesland Kärnten in Österreich.

## Geografie
Die Ortschaft Tigring liegt nördlich von Moosburg und südlich des Freudenbergs. Im Westen befindet sich der Strußnigteich und östlich liegt Windischbach.

### Nachbarorte
|           | St. Gandolf                                 |              |
| Radweg    | Kompassrose, die auf Nachbargemeinden zeigt | Windischbach |
| Gradenegg | Moosburg                                    | Rosenau      |

## Geschichte
Bei Ausgrabungen auf dem Kirchhügel von Tigring, wo sich ein römischer Gutshof befunden haben mag, wurden u. a. eine griechisch-römische Reiterstatuette und ein marmorner Caesarenkopf gefunden.

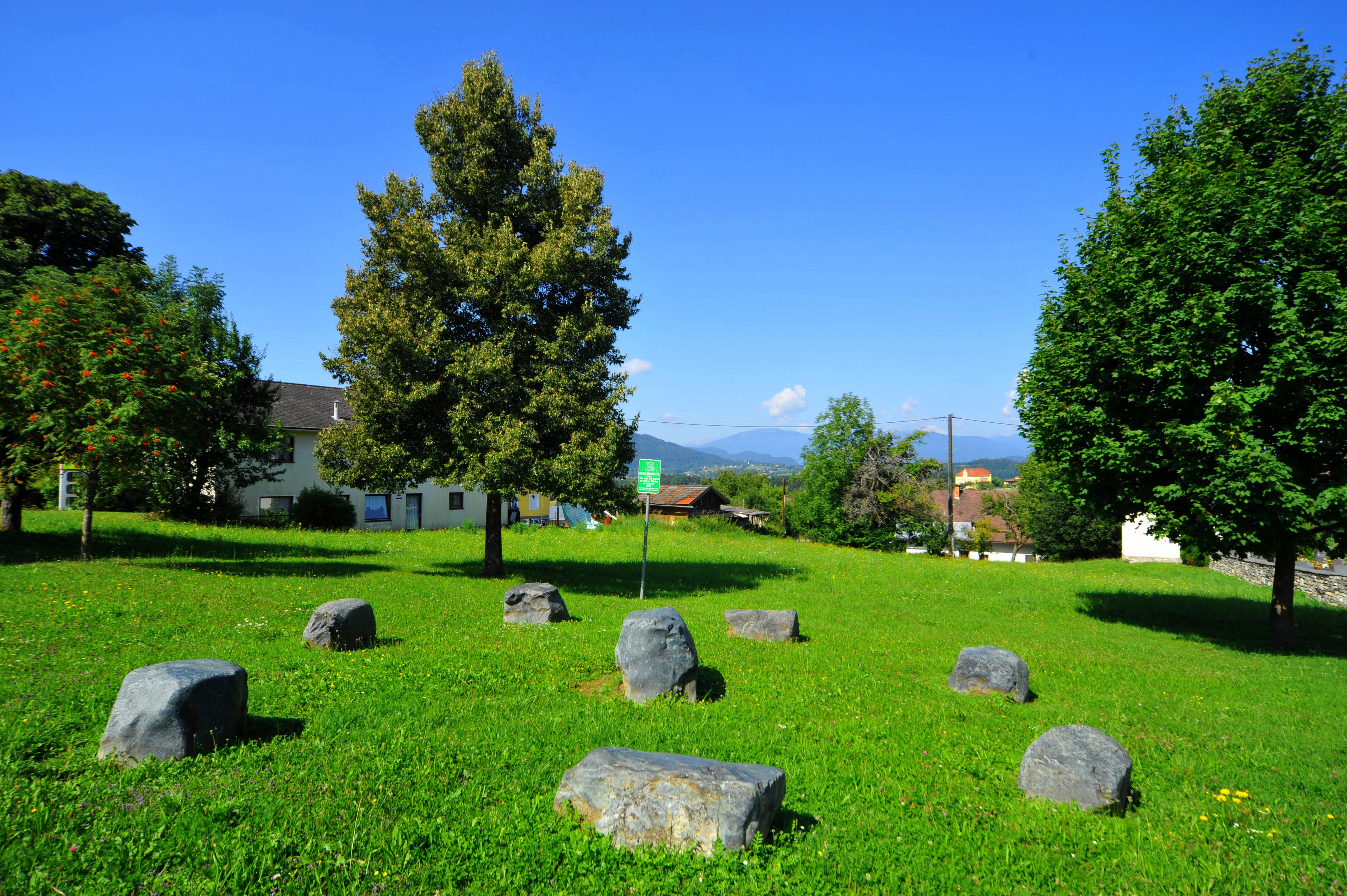
Gerichtsplatz in Tigring

Im Jahre 1135 wurde Tigring als Gut („predium“) genannt. Zu dieser Zeit wurden auch die Pfarrkirche Heiliger Egyd und der romanische Karner erbaut. Die Errichtung der Pfarre erfolgte im Jahr 1136.
Südlich der Pfarrkirche liegt der (rekonstruierte) Gerichtsplatz („Thingplatz“), wo in fränkischer Zeit unter Vorsitz des Grafen oder Gemeindevorstehers (Schultheiß, Schulze) unter freiem Himmel Gerichtsversammlungen (Thing) stattfanden und zu dem aus dem Jahre 1570 überliefert ist: „Seit alter Zeit bestand am püchl zu thigring ain richtstatt“. Bis ca. 1500 befand sich das Gericht in der nahegelegenen Arnulfsfeste.
Tigring war als Katastralgemeinde ursprünglich Bestandteil der Ortsgemeinde Moosburg, die sich im Jahre 1850 konstituiert hatte; 1899 trennte sich Tigring vom Gemeindegebiet ab und bildete eine eigene Ortsgemeinde.
Im Zuge der Gemeindereform 1973 wurde Tigring nach Moosburg eingemeindet.